# Jan Anderson
Joan Mary "Jan" Anderson FAA FRS (13 de mayo de 1932-28 de agosto de 2015) fue una científica neozelandesa, quién trabajó en Canberra, Australia, distinguida por su investigación sobre fotosíntesis.

## Biografía
Joan Mary nació en 1932 en Queenstown, Nueva Zelanda. Su padre era un médico rural. Su madre murió, después de una larga enfermedad, cuando tenía ocho años. Para decepción de su padre, que quería que se convirtiera en médica, estudió química orgánica en la Universidad de Otago. En ese tiempo, los títulos los emitía la Universidad de Nueva Zelanda; y, así allí, obtuvo un BSc y MSc con honores de primera clase.
Obtuvo una beca, la "Membresía Conmemorativa Rey George V para Nueva Zelanda", permitiéndole emprender estudios de posgrado en EE. UU. por un año. Cuando llegó a la Universidad de California en Berkeley,  encontró que su grado de posgrado de Nueva Zelanda no le era reconocido, lo cual le negaba el acceso a la biblioteca, instalaciones de investigaciones, y seguro de salud. Para vencer ese problema, se matriculó para un PhD, el cual preparó en la UC Universidad de Berkeley de Química (de 1956 a 1959) bajo la supervisión de Melvin Calvin. Luego Calvin recibió el Premio Nobel de Química en 1961.
Luego enseñó en Wellington Girls' High School bajo contrato, pero rompió ese arreglo para acceder a una oferta de trabajo con el Commonwealth Scientific & Industrial Research Organization (CSIRO) durante cuatro años, por John Falk de CSIRO Industrias Vegetales.
Fue la primera en mostrar que el mecanismo fotosintético comprende dos componentes fundamentales: fotosistema I y fotosistema II. Anderson fue profesora adjunta en la Universidad Nacional australiana.
Recibió muchos honores y premios por su obra, incluyendo ser electa como miembro de la Academia australiana de Ciencia en 1987, y como miembro de la Sociedad Real en 1996. Y, le fue otorgado un doctorado honorario de la Umeå Universidad en 1998. Y, en 2001, se le otorgó la Medalla de Centenario en 2001.
Falleció el 28 de agosto de 2015. Su funeral fue realizado en la Iglesia San Juan el Bautista, Reid, Camberra.